# Segunda invasión inglesa al Río de la Plata
La segunda invasión inglesa al Río de la Plata también llamada segunda invasión británica se dio tras haber tenido que capitular en Buenos Aires en 1806 durante la primera de las Invasiones Inglesas al Virreinato del Río de la Plata, la flota británica continuó en el Río de la Plata a la espera de los refuerzos que había solicitado a Inglaterra. Una vez que llegaron los refuerzos, en 1807 inició una segunda invasión que culminó con su derrota y la restauración del poder de España en el Río de la Plata con Santiago de Liniers como virrey.
Esta fue la segunda y última invasión inglesa aunque, técnicamente, fue solo una la invasión. El barco que había trasladado a los británicos en la primera expedición nunca se fue del Río de la plata y se quedó bloqueando el puerto de Buenos Aires. Tampoco era solo inglesa ya que, entre los invasores, también había escoceses.

## Bloqueo británico a los puertos del Plata
El comodoro Norrington mantenía bloqueados los puertos de Buenos Aires, Montevideo y Maldonado, y por tal motivo, Liniers emitió una patente de corso a favor de Juan Bautista Azopardo, quien alistó la goleta Mosca de Buenos Aires. Esta patente le permitía ejercer el corso en el área del Río de la Plata a la vez que tenía encomendada la vigilancia de la escuadra enemiga y la notificación de cualquier desembarco.
En una de las salidas de la Mosca, el bergantín HMS Protector y una goleta británica no identificada a la fecha, entablaron combate con la nave corsaria. Dada la inferioridad de fuego, Azopardo decidió fijar rumbo a la costa sur del río con dirección a Quilmes, donde quedó varado intentando salvar el navío. Los británicos aprovecharon la oportunidad para asaltar al corsario desembarcando cuatro embarcaciones livianas que izaron bandera negra. La primera barca fue capturada con un oficial y cinco marineros, mientras que las tres restantes regresaron a los buques, que estaban fondeados fuera del alcance de los cañones de la Mosca.
Azopardo organizó en tierra una posición defensiva ante un posible contragolpe británico. Cuando volvió la crecida, volvieron a balizas. Los prisioneros fueron remitidos a Buenos Aires y las bajas totales del navío corsario computaron tres marinos.

## Invasión inglesa a la Banda Oriental

Bandera del Regimiento Green de Santa Elena (o del Regimiento de Infantería Nº 95 "The Rifle Regiment") capturada durante la segunda invasión inglesa en 1807 y conservada en la basílica de Santo Domingo de la ciudad de Córdoba.

En julio de 1806, el vicealmirante Sir Charles Stirling, que había participado de la Batalla del Cabo Finisterre, fue designado comandante del navío HMS Sampson con la orden de transportar las tropas del general Samuel Auchmuty a Buenos Aires para brindar soporte a Popham. Recién el 22 de septiembre, el gobierno británico resolvió por primera vez la conquista de Montevideo y de Buenos Aires. Pocos días después, arribó a Londres el botín obtenido durante la primera invasión, que fue paseado en carretas por la ciudad y festejado por sus habitantes.

### Toma de Maldonado
Mientras tanto, Popham merodeaba las costas del Plata en espera de refuerzos. Finalmente en el mes de octubre, llegaron al comando del teniente coronel Thomas Joseph Backhouse los 1.400 hombres del Regimiento N° 47 de Infantería, provenientes del Cabo de Buena Esperanza. Tras un leve bombardeo a Montevideo, Popham decidió atacar Maldonado. Esta población contaba con escasas fortificaciones y tan sólo unos 250 hombres, destinados al resguardo de lo que por entonces era la frontera entre los dominios españoles y portugueses. El 29 de octubre, los británicos desembarcaron en Maldonado y en la isla Gorriti y al cabo de 3 días tomaron control de ambos enclaves. Los soldados españoles que resistieron este ataque fueron apresados y trasladados a la Isla de Lobos. Mientras tanto, los soldados británicos saquearon Maldonado y apresaron a sus habitantes. El coronel Vasall fue nombrado gobernador, quien liberó a la población cautiva y devolvió al pueblo algunos de los objetos robados durante el saqueo inicial. Las tropas inglesas tuvieron que enfrentar en varias oportunidades a las fuerzas enviadas desde Montevideo.
Es de recalcar la bravía actuación de los habitantes de San Carlos, villa cercana a Maldonado, quienes resistieron los embates británicos hasta las últimas consecuencias, valiéndoles después el reconocimiento del Rey Fernando VII, que la nombró "la muy fiel y Reconquistadora villa de San Carlos", título que luce como blasón de su escudo de armas.

### Desembarco británico en el Buceo
El 5 de enero de 1807, Auchmuty llegó al Río de la Plata con una expedición oficial de 4.300 hombres.
Sobremonte había llegado a Montevideo con una fuerza de caballería de 2.500 cordobeses. Sin embargo, el Cabildo de esta ciudad impidió la entrada del virrey y puso en manos de Ruiz Huidobro la defensa. El 14 de enero se apostó frente a Montevideo una escuadra inglesa de 100 velas repletas de manufacturas británicas y que ahora contaba con casi 6.000 hombres al mando del vicealmirante Stirling (que venía a reemplazar a Popham).
El 16 de enero, Auchmuty desembarcó a 10 kilómetros de Montevideo en la zona del Buceo. Cerca de allí estaba el campamento de Sobremonte, quien envió a impedirlo un pequeño destacamento de caballería. Sin embargo, estas tropas hicieron una muy débil resistencia. Poco después, Sobremonte llevó su campamento hacia el oeste, a la zona del arroyo Miguelete.

### Combate del Cordón o del Cardal
El gobernador de la ciudad, Pascual Ruiz Huidobro, contaba con una guarnición de sólo 3.000 hombres. Aun así, tenía a su favor las fortificaciones de la plaza, y un muy superior número de cañones. Las murallas de la ciudad estaban parcialmente inconclusas, pero podían ser efectivamente defendidas con una estrategia defensiva.
Insólitamente, Ruiz Huidobro, mientras solicitaba auxilios a Buenos Aires optó por la peor estrategia, dada la relación de fuerzas: ordenó el 20 de enero la salida de casi todas sus tropas en un avance frontal hacia las posiciones inglesas. Pero la salida resultó aún peor que lo esperado: en el momento en que chocaban las fuerzas, los españoles fueron atacados de flanco, "a quemarropa", en un callejón, por tropas emboscadas en un maizal. Debieron retirarse dejando cientos de bajas en el campo, y con la moral muy disminuida. Esta derrota española se conoce como Combate del Cordón o del Cardal.
Las unidades españolas participantes en el combate (2.362 hombres), estaban al mando del brigadier Bernardo Lecocq, siendo su segundo el teniente coronel Francisco Javier de Viana.

### Refuerzos de Buenos Aires
El 23 de enero de 1807 el Cabildo de Buenos Aires, la Audiencia y Liniers decidieron enviar fuerzas a Montevideo para hacer frente a una inminente invasión a la ciudad. Fueron transportados inmediatamente por el capitán Michelena 500 soldados al mando de Arce y luego los siguió Liniers con otros 1.500 soldados (entre ellos más de 500 patricios), dejando la capital al mando de César Balbiani. Entre el 2 y el 3 de febrero la columna de Arce fue derrotada completamente por Auchmuty, cayendo prisionero su jefe y entre otros Antonio González Balcarce. Al saber lo ocurrido a la columna de Arce, el mismo día 3 Liniers regresó a Buenos Aires dejando a Prudencio Murguiondo al frente de las fuerzas y dando aviso al cabildo al día siguiente sobre la caída de Montevideo. Ante esa situación, el coronel Cornelio Saavedra con la 8° Compañía del 1° Batallón de Patricios quedó para evacuar hacia Buenos Aires la artillería, armas y municiones de la plaza de Colonia del Sacramento.

### Sitio y caída de Montevideo

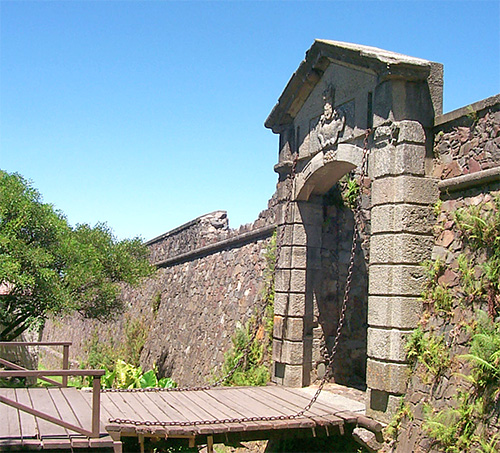
Muralla de Colonia del Sacramento (Uruguay).

El 2 de febrero los británicos lograron abrir una brecha a través del portón de San Juan, una de las dos puertas de acceso a la ciudad. A partir de entonces, la población participó activamente en la defensa de la plaza, y se produjeron numerosas bajas. Finalmente el 3 de febrero, la operación conjunta de infantería y de marina británica logró ocupar la ciudad. Liniers había decidido cruzar el río con unos 3.000 milicianos cuando ya era tarde, por lo que debió volver a Buenos Aires.
Auchmuty ordenó la creación del periódico The Southern Star o La Estrella del Sur para que se distribuyera en Montevideo y también en Buenos Aires, no sólo con el fin de transmitir noticias sino también de servir de medio de comunicación de artículos propagandísticos en favor de la ocupación.

### Toma de Colonia del Sacramento
Temiendo que las fuerzas españolas llegaran a Montevideo vía Colonia del Sacramento y con la idea de establecerse en ese punto estratégico para un futuro avance sobre Buenos Aires, Auchmuty encargó al coronel Denis Pack (quien días antes había fugado junto a Beresford) la toma de aquel pueblo fortificado, de unos 2.800 habitantes. Pack desembarcó y ocupó esta plaza, prácticamente sin oposición entre el 15 y 16 de marzo. A falta de artillería, Ramón del Pino, sargento mayor del Regimiento de Voluntarios de Caballería de la Colonia y comandante militar de la plaza, se había replegado a la campaña con sus tropas con la intención de organizar una guerra de guerrillas.
Pack hizo instalar baterías y estableció destacamentos de 200 y 300 hombres en varios lugares estratégicos.

### Combate de San Pedro
Al tomar conocimiento de la caída de Colonia, la Real Audiencia de Buenos Aires decidió enviar una expedición para evitar que los británicos continuaran internándose en la Banda Oriental. Se puso al mando al recién llegado de España coronel Francisco Javier de Elío para recuperar la plaza. El 16 de abril las naves con 900 soldados (entre ellos la compañía de patricios al mando del capitán Martín Medrano) y piezas de artillería fondearon en el puerto de Higueritas (actual Nueva Palmira). El día 17 las fuerzas de Elío llegaron al pueblo de Las Víboras (actual Carmelo), en donde dejaron parte del parque, y luego continuaron hasta la Calera de las Huérfanas. El 21 de abril las fuerzas españolas llegaron al Real de San Carlos y en la madrugada del 22 de abril atacaron por sorpresa y en sigilo a la Colonia, pero un disparo alertó a las guardias británicas y los fusileros del Regimiento N° 95 de Infantería rechazaron el ataque, desbandándose los atacantes.
Elío recompuso sus tropas en la Calera de las Huérfanas y el día 22 de mayo recibió refuerzos enviados desde Buenos Aires, entre ellos las compañías de patricios al mando de los capitanes José Antonio Tejo y Andrés Patrón. El 4 de junio, Elío con aproximadamente 1.500 hombres se trasladó cerca de la desembocadura del arroyo San Pedro en su ribera norte, a 22 kilómetros de la Colonia. Rafael Pérez del Puerto fue encargado de organizar un hospital y un depósito de suministros a orillas del río San Juan.
Al tomar conocimiento de los movimientos de Elío, Pack decidió atacarlo, delegó el mando de la plaza en el mayor Pigot del Regimiento 9° de Dragones Ligeros y el 7 de junio partió con una columna de 1.139 hombres. La vanguardia estaba formada por 61 dragones del Regimiento 9°, luego iban 541 infantes del Regimiento 40°, 225 rifleros del Regimiento 95°, 278 cazadores del Batallón Ligero y 34 artilleros con dos piezas de seis libras.
Pack atacó el campamento de Elío y las tropas españolas se desbandaron abandonando muchos armamentos.
La División de Elío que se hallaba en el campamento estaba conformada por:
- varias compañías de Patricios
- dos compañías del Batallón de Arribeños
- compañía de Cazadores Extranjeros (formada por Miñones no sublevados y desertores de los británicos)
- dos compañías de marineros de la Real Armada
- cuatro compañías (dos de fusileros y dos de granaderos) de los Pardos y Morenos.
- dos compañías de los Voluntarios de Caballería de la Colonia
- dos compañías del Tercer Escuadrón de Húsares
- Regimiento Fijo de Dragones de Buenos Ayres
- Blandengues de la Frontera de Buenos Aires
- Voluntarios Patriotas de la Unión, con cuatro piezas de artillería y dos obuses

Los españoles sufrieron unos 120 muertos, entre ellos el capitán Josef Quesada de Patricios, teniendo una gran cantidad de heridos y la mayoría de los hombres se dispersaron. Los británicos tuvieron 5 muertos y 38 heridos. Pack persigue a los dispersos capturando a 105 y tomando un estandarte, 6 piezas de artillería y 253 fusiles. Entre los prisioneros españoles estaban el corsario francés teniente coronel Jean Baptiste Raymond, un mayor, dos capitanes y dos tenientes. Pack regresó a la Colonia, embarcando de inmediato a los prisioneros en un bergantín hacia Montevideo.
Elío se replegó a la Calera de las Huérfanas, en donde recogió aparte de los dispersos y recibió pertrechos desde Buenos Aires. Con 400 hombres, mayoritariamente Patricios, Elío atravesó el Río de la Plata hacia San Fernando.

### Contrabando
Durante los meses de ocupación, a pesar de los esfuerzos del Consulado, las mercaderías inglesas comenzaron a contrabandearse libremente desde Montevideo. Las mercaderías llegaban a Buenos Aires vía Quilmes y Ensenada, a Santa Fe por el Río Paraná y de allí hacia todo el virreinato. También por tierra y por mar los productos británicos llegaban al Brasil. La Audiencia intentó persuadir a los contrabandistas imponiendo duras penas, que nunca fueron llevadas a la práctica. Los mismos comerciantes montevideanos pidieron al virrey que la ciudad no fuera sitiada para favorecer el intercambio comercial.

## Destitución de Sobremonte
El 14 de agosto de 1806 un cabildo abierto en Buenos Aires había quitado al virrey el mando militar de la ciudad, Sobremonte, quien viajaba a Buenos Aires con tropas desde Córdoba, recibió una comisión enviada a convencerlo de no entrar en la ciudad. Aceptó el virrey delegar el mando de las fuerzas de la capital en Liniers y el mando político de la ciudad en la Audiencia, trasladándose las tropas cordobesas a Montevideo. El 30 de octubre llegó a esa ciudad, pero recibió un rechazo general, por esa razón instaló su campamento con las fuerzas que había llevado en Las Piedras, a cuatro leguas de Montevideo.
El 16 de febrero llegó a Buenos Aires la noticia de la caída de Montevideo. Al conocerse la actuación del virrey, se avivaron las protestas públicas y las pintadas en contra del representante de la Corona. El 15 de febrero, el Cabildo porteño en Junta de Guerra presionó a la Real Audiencia y decretó en un hecho sin precedentes, la destitución de Sobremonte, su detención, y la designación de Liniers en su lugar. Las autoridades españolas entendieron que lo ocurrido en Buenos Aires podía servir de ejemplo para los vasallos del resto de los virreinatos americanos. Para evitar que trascendiera el hecho de que por voluntad del pueblo se hubiese destituido a un virrey, la Audiencia enmarcó los hechos dentro del ámbito jurídico colonial, comunicando que Sobremonte había renunciado al cargo por cuestiones de salud.

## Fuga de Beresford y de Pack
En conocimiento de la ocupación británica de Montevideo de 1807, a pedido del Cabildo de Buenos Aires la Real Audiencia ordenó la internación de los prisioneros en el interior del virreinato. Hasta ese momento los prisioneros británicos se hallaban distribuidos en Buenos Aires y en los fortines de la campaña, tales como Guardia del Salto, Rojas, San Antonio de Areco (fortín de Areco) y la Villa de Luján, en donde se hallaba Beresford.
Se decidió distribuir los prisioneros en 3 contingentes de a 500 que custodiados por los Húsares de Pueyrredón, fueron enviados a los fortines del oeste del virreinato, al norte y, al Litoral y las Misiones.
Los principales jefes británicos que se hallaban en Luján, fueron destinados a Catamarca, partiendo el 10 de febrero de 1807 a cargo del capitán Manuel Luciano Martínez de Fontes y 17 blandengues. Los prisioneros eran:
- General William Carr Beresford, Comandante de las Fuerzas de la primera invasión
- Coronel Dennis Pack, Jefe del Regimiento N° 71 “Highlanders”
- Capitán y asistente Robert Williams Patrick
- Mayor de Brigada Alexander Forbes
- Capitán Roberth Arbuthnot, del Regimiento N° 20 de Dragones Ligeros y edecán de Beresford
- Teniente Alexander Mac Donald, de la Real Artillería,
- Teniente Edgard L´Estrange, del Regimiento N° 71 “Highlanders”
- Cirujano Santiago Evans, del Regimiento N° 71 “Highlanders”

Debido a que Beresford mantenía contacto con grupos criollos promotores de las ideas independentistas, la columna que lo trasladaba fue interceptada en las cercanías de Arrecifes por un grupo de criollos, entre ellos Saturnino Rodríguez Peña y Manuel Aniceto Padilla, quienes lograron con engaños que el jefe inglés les fuera entregado junto con un oficial de su elección.
Los criollos mantuvieron oculto al general inglés y al coronel Dennis Pack (su futuro cuñado) hasta que fueron clandestinamente embarcados en el puerto de Buenos Aires el 21 de febrero en un lanchón de la balandra portuguesa Flor del Cabo que los trasladó hasta la Ensenada de Barragán en donde embarcaron en la corbeta inglesa HMS Charwell, enviada desde Montevideo con mensajes para las autoridades. El objetivo de esta misión era negociar la rendición de Buenos Aires para evitar una batalla sangrienta. Llegaron a Colonia del Sacramento y luego por tierra viajaron a Montevideo, donde llegaron el 25 de febrero. Sin haber arribado a un acuerdo, Beresford rechazó la oferta de comandar la expedición a la capital virreinal y se embarcó hacia Londres. Este general ocuparía la isla Madeira ese mismo año y se convertiría en su gobernador. Más adelante tendría un papel prominente en la Guerra de la Independencia Española.
El 21 de marzo de 1807 la Real Audiencia inició un juicio por la fuga, siendo absueltos el 7 de octubre de 1808 Antonio de Olavarría, Manuel L. Martínez Fontes, Francisco González, Antonio Luis Lima y José Zabala. El 6 de diciembre de 1808 se inició el juicio contra los autores materiales, quienes se hallaban prófugos, pues habían embarcados el 8 de septiembre de 1807 desde Montevideo hacia Río de Janeiro en un navío de guerra inglés. Ellos eran Saturnino José Rodríguez Peña, Manuel Aniceto Padilla y Antonio Luis de Lima (patrón de la balandra portuguesa Flor del Cabo), quienes fueron gratificados por el gobierno británico con una pensión de trescientas libras anuales hasta su muerte.

## Segunda Invasión Inglesa a Buenos Aires

### El avance inglés sobre Buenos Aires

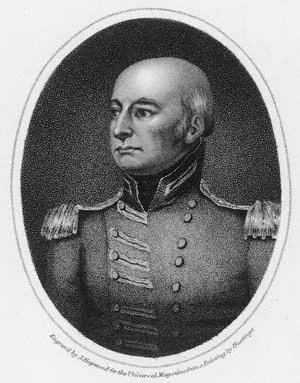
John Whitelocke, retrato publicado en 1808.

En los primeros días del mes de marzo, el HMS Thisbe partió de Inglaterra hacia Montevideo con el teniente general John Whitelocke, nombrado comandante de las fuerzas británicas en el Río de la Plata, con la orden del gobierno británico de capturar Buenos Aires.
Whitelocke llegó a Montevideo el 10 de mayo y tomó el mando general. Poco tiempo después, la flota al mando del general Robert Craufurd llegó desde Ciudad del Cabo con 5.000 hombres. El 17 de junio el formidable ejército de Whitelocke, compuesto de unos 13.500 hombres, partió rumbo a Colonia. El coronel Browne quedó en Montevideo con un batallón de infantería, dos escuadrones de dragones y algunos marinos, unos 1500 hombres.
En Colonia el ejército británico fue organizado en cuatro brigadas:

La 1.a division lijera, á las órdenes del General Crawford, compuesta de los rifles y los cazadores de todos los cuerpos, á las órdenes del Teniente Coronel Pack.

La 2.a compuesta de tres batallones, á las órdenes del General Auchmuty.

La 3.a de dos batallones, y un Regimiento de dragones á pie, á las órdenes del General Lumley.

La 4.a compuesta de dos batallones, y un Regimiento de dragones, á las órdenes del Coronel Manon.

Venian además tres brigadas de artilleria, ingenieros, comisaria, hospitales, y demas partes de un ejército regular.

El 28 de junio el almirante Murray desembarcó a los británicos en la Ensenada de Barragán. La vanguardia británica al mando del general Gower, compuesta de las brigadas Craufurd y Lumley, avanzó sin ser atacada hasta Quilmes, mientras el resto de la fuerza la seguía de lejos.
El 1 de julio se puso el marcha el ejército español de Buenos Aires para proteger el paso del Riachuelo con 6.860 hombres y 53 cañones.
Mientras tanto, había llegado al virreinato la resolución de la corte española declarando a Ruiz Huidobro virrey interino. Sin embargo, el gobernador había sido embarcado hacia Londres luego de la caída de Montevideo. Por lo tanto, Liniers, siendo el militar de mayor rango presente fue nombrado en reemplazo de Huidobro por la Audiencia.
El ejército británico avanzó con dificultades los 50 kilómetros que separaban el lugar escogido para el desembarco y la capital. El 3 de julio ejército del flamante virrey interceptó el primer avance del enemigo cerca de Miserere (combate de Miserere), pero el grupo comandado por Craufurd logró dividir y hacer retroceder a los hombres de Liniers. Al caer la noche, el combate cesó y muchos milicianos se retiraron a sus casas.
Luego de desbaratar a una fuerza local muy inferior en número, los británicos sitiaron la capital el 4 de julio.
- Wikisource contiene obras originales de o sobre Segunda invasión inglesa al Río de la Plata.

Parecía que todo estaba perdido, pero Whitelocke decidió esperar; suspendió el avance de Craufurd hacia la ciudad y exigió rendición inmediata. Les dio a los porteños tres días, que los criollos utilizaron para organizarse militarmente.
Intimación del comandante británico:

Julio 32 de 1235.

Señor:

El Capitan Roche, del regimiento 17 de dragones, á quien tuve el honor de mandar á V. E. esta mañana, me ha informado que V. E. deseaba comunicase yo por escrito el particular de las condiciones: y así tengo que decir á V. E. que el Eicmo. Sr. Teniente General John Whitelocke me ha ordenado, deseoso sinceramente de evitar la innecesaria efusion de sangre humana, intime á V. E. que en el presente estado de las cosas, de no proceder á mas, concederá algunas condiciones al pueblo de Buenos Aires, debiéndose fundar en las que siguen; y posiblemente consentirá en alguna pequeña variacion que las haga mas favorables, sin alterar la estipulacion original fundamental.

1. Todos los súbditos ingleses detenidos en la América del Sur deberán ser entregados, y se pondrán rehenes suficientes en poder de los Comandantes ingleses hasta que lleguen á Buenos Aires.

2. Quedarán prisioneros de guerra todos los Oficiales militares y soldados, y toda persona que tenga empleos civiles, dependientes del Gobierno de Buenos Aires.

3. Que han de entregar en buen estado todos los cañones, pertrechos, armas y municiones.

4. Que ha de entregarse á los Comandantes ingleses toda propiedad pública de cualquiera clase que sea.

5. Que se concede á los habitantes de Buenos Aires el libre ejercicio de la religion católica romana.

6. Que se asegurará y respetará para sus dueños toda propiedad particular en tierra.

Nuestra fuerza es tan considerable, que creo que V. E. no podrá dudar del último resultado: y confio en que V. E. me creerá cuando le aseguro, que únicamente el deseo de evitar una escena tan horrorosa, como es la que se presenta tomado un pueblo por asalto, es el motivo que induce al General Whitelocke á permitirme escriba de este modo.

Tengo el honor de ser, etc.

J. Lewison Gower,

Mayor General.

Contestación:

Por comision del General español D. Santiago Liniers, contesto á usted á la carta que por su parlamentario le ha remitido, dirigida á intimar la rendicion de esta capital, diciéndole que nada que se dirija á rendir las armas, oirá: que tiene tropas bastantes, animosas, y mandadas por Jefes llenos de deseo de morir por la defensa de la patria; y que esta es la hora de manifestar su patriotismo.

Queda de usted su atento servidor Q. S. M. B.

Bandera de uno de los transportes navales británicos capturada durante la segunda invasión inglesa en 1807 y ofrecida por el virrey Liniers, en gratitud por la victoria, a la Virgen de Nuestra Señora del Rosario del Milagro, de la basílica de Santo Domingo de la ciudad de Córdoba.

Coronel Elío.

Julio 3 de 1807.

Al Mayor General Lewison Gower.

### Asalto y Defensa de Buenos Aires
El alcalde de Buenos Aires, Martín de Álzaga ordenó montar barricadas, pozos y trincheras en las diferentes calles de la ciudad por las que el enemigo podría ingresar. Reunió todo tipo de armamento, y continuó los trabajos en las calles bajo la luz de miles de velas.
En la mañana del 5 de julio, la totalidad del ejército británico volvió a reunirse en Miserere. Confiado de la supremacía de su ejército, Whitelocke dio la orden de ingresar a la ciudad en 12 columnas, que se dirigirían separadamente hacia el fuerte y Retiro por distintas calles. En un alarde innecesario, llevaban orden de no disparar sus armas hasta llegar a la Plaza de la Victoria.
Sin embargo, los invasores se enfrentaban a una Buenos Aires muy diferente a la que se había rendido ante Beresford. Según cuenta la tradición popular, los vecinos arrojaron piedras y agua hirviendo sobre las cabezas de los invasores. Lo cierto es que Liniers y Álzaga habían logrado reunir un ejército de 9000 milicianos, apostados en distintos puntos de la ciudad. El avance de las columnas se vio severamente entorpecido por las defensas montadas, el fuego permanente desde el interior de las casas y desinteligencias y malentendidos entre los comandantes británicos. Whitelocke vio como sus hombres eran embestidos en cada esquina. Mediante la lucha callejera, los vecinos de Buenos Aires superaron la disciplina de las tropas británicas. Tras una encarnizada lucha, Whitelocke perdió más de la mitad de sus hombres entre bajas y prisioneros.
Cuando la mayoría de las columnas habían caído, Liniers exigió la rendición. Craufurd, atrincherado en la iglesia de Santo Domingo, rechazó la oferta y la lucha se extendió hasta pasadas las tres de la tarde. Whitelocke recibió las condiciones de la capitulación hacia las seis de la tarde ese mismo día.
El 25 de julio, el general inglés comunicó la aceptación de la capitulación propuesta por Liniers y a la cual - por exigencia de Álzaga - se le había añadido un plazo de dos meses para abandonar Montevideo. Las tropas británicas se retiraron de Buenos Aires; abandonarían la banda oriental recién el 9 de septiembre.
De regreso al Reino Unido, una corte marcial encontró a Whitelocke culpable de todos los cargos excepto uno y fue destituido de su función, al declarársele ''incapaz de servir a la Corona inglesa''. Uno de los factores determinantes para esta decisión, fue el hecho que el general hubiera aceptado la devolución de Montevideo dentro de los términos de la rendición.
Los cuerpos de los caídos de ambos bandos durante las invasiones inglesas de Buenos Aires aún no han sido hallados.

## Fuerzas de ataque principal
La defensa de la ciudad se conformó así:
- General en Jefe: Santiago de Liniers
- Mayor general: coronel Bernardo Velasco
- Cuartel Maestre General: coronel César Balbiani
- Comandante de Artillería: capitán Francisco de Agustini
- Tren volante de Artillería: 49 piezas (4, 6, 8, 12 libras)
- División de la Derecha (Bandera encarnada): formada por los batallones n.° 1 y 2 de Patricios Compañía de Granaderos de Infantería, la mitad del tercio de Catalanes y dos Escuadrones de Caballería
- División del Centro (Bandera blanca): formada por el Cuerpo de Naturales y Castas, Tercio de Andaluces y dos compañías del Tercio de Catalanes
- División de la Izquierda (Bandera azul): formada por el Cuerpo de Arribeños
- División de Reserva (Bandera tricolor): formada por el Batallón n.° 3 de Patricios y Cuerpo de Dragones (a caballo)

### Testimonios británicos del combate
Los siguientes son testimonios de los combates sostenidos en las calles de Buenos Aires, realizados por jefes británicos que intervinieron en la lucha.

Avancé con los rifleros hasta el costado oeste del edificio del Colegio de los Jesuitas, sin sufrir pérdidas considerables, cuando, al adelantar el cañón liviano para abrir una brecha en la entrada principal del edificio, el enemigo apareció de repente en gran número en algunas ventanas, en la azotea de aquel edificio y desde las barracas del lado opuesto de la calle y desde el extremo de la misma. En un momento, la totalidad de la compañía de vanguardia de mi columna, y algunos artilleros y caballos fueron muertos o heridos...
 Teniente coronel Henry Cadogan.

Antes de que me hubiese escasamente aproximado a la Iglesia de San Francisco, ya había perdido bajo el fuego de un enemigo invisible, y ciertamente inatacable para nosotros, los oficiales y la casi totalidad de los hombres que componían la fracción de vanguardia, formada por voluntarios de distintas compañías, los oficiales y casi la mitad de la compañía siguiente, y así en proporción en las otras compañías que componían mi columna...
 Teniente coronel Dennis Pack

No bien alcanzamos la entrada de la iglesia de San Miguel, el enemigo comenzó un terrible fuego desde las casas opuestas. Habiendo perdido unos treinta hombres en esta entrada, y comprendiendo que era imposible forzar las puertas de la iglesia con las herramientas que me habían entregado, juzgué prudente desistir y penetrar más en la ciudad esperando encontrar una posición más ventajosa. Al abandonar la entrada de la iglesia fuimos castigados con un fuego continuado. Después penetré en la ciudad hasta que juzgué que me hallaba cerca de la fortaleza. Viendo que había perdido tanta gente en la calle, que los cuatro oficiales de granaderos estaban heridos, que el mayor, el ayudante y el cirujano auxiliar habían sido muertos, y que había perdido, entre muertos y heridos, de ochenta a cien soldados de mi débil columna, doblé a la izquierda y busqué refugio ocupando tres casas...
 Teniente coronel Alexander Duff